# Bertangles
Bertangles is een gemeente in het Franse departement Somme (regio Hauts-de-France) en telt 654 inwoners (1999). De plaats maakt deel uit van het arrondissement Amiens.

## Geografie
De oppervlakte van Bertangles bedraagt 8,5 km², de bevolkingsdichtheid is 76,9 inwoners per km².
De onderstaande kaart toont de ligging van Bertangles met de belangrijkste infrastructuur en aangrenzende gemeenten.

## Demografie
Onderstaande figuur toont het verloop van het inwonertal (bron: INSEE-tellingen).